# 瑪麗·埃佛勒斯·布爾

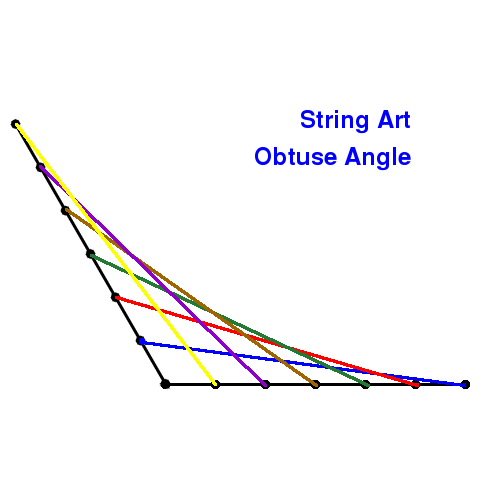
曲線縫紉

瑪麗·埃佛勒斯·布爾（英語：Mary Everest Boole，1832年3月11日—1916年5月17日）是一位自學而成的數學家。其著作《孩童的科學素養》鼓勵孩童透過如曲線縫紉等趣味活動來探索數學。對於後世女性主義，其一生是女性參與學術卻不受待見的鐵證。

## 生平
1832年3月11日，瑪麗·埃佛勒斯出生於威克沃村，今日屬於英格蘭格洛斯特郡。其父親是威克瓦的教區長托馬斯·魯佩爾·埃佛勒斯（英語：Reverend Thomas Roupell Everest），父親的兄長是皇家學會地理學家陸軍上校喬治·埃佛勒斯爵士。
11歲前的數年，瑪麗在法國長大，接受德普拉斯（法語：Monsieur Deplace）私人家教數學，德普拉斯教導其以提問及寫日誌紀錄來學數學。
11歲時返回英國，持續自學探索數學知識，自學數學家乔治·布尔為他私人教授數學。喬治於科克大學任教期間，瑪麗赴科克拜訪。兩人於1855年結婚。
瑪麗1916年於中塞克斯郡逝世，享壽84歲。

## 學術與教學貢獻
與喬治結婚後，瑪麗參與喬治的課堂，也給予研究上的建議，是該時代女性未能參與的學術活動。
1864年瑪麗返回英格蘭，並受聘在倫敦皇后中學擔任圖書館員。
瑪麗私人教授數學，發展出自己一套，利用樹枝、石塊等自然材料與實作，引導抽象概念的教學法。不只是數學領域，其興趣也涵蓋達爾文演化論、哲學、心理學等。在未經皇后中學校方同意下，其與倡議多配偶制的詹姆士·辛頓組織讀書會，討論以上學門，部分導致其精神崩潰，以及子女離散。
瑪麗的著作《引人入勝的代數原理》從一個寓言開始，接著帶入一點歷史脈絡，以有趣的方式解釋了代數和邏輯。

## 著作
- 1883年：《致母親與褓姆的靈界學要旨》（英語：The Message of Psychic Science for Mothers and Nurses. London: Trübner & Co. 1883.）
- 1884年：《學問的象徵性方法》 （英語：Symbolical Methods of Study. K. Paul, Trench & co. 1884.）
- 1904年：《孩童的科學素養》 （英語：The Preparation of the Child for Science. Oxford: The Clarendon Press. 1904.）
- 1908年：《靈界學啟世》 （英語：The Message of Psychic Science to the World. London: C. W. Daniel. 1908.）
- 1909年：《引人入勝的代數原理》 （英語：Philosophy and Fun of Algebra. London: C. W. Daniel. 1909.）
- 1911年：《鍛鍊思考與意志之力》 （英語：The Forging of Passion Into Power. M. Kennerley. 1911.）
- 1931年出版：《作品集》（共四冊）（英語：E. M. Cobham, ed. (1931). Collected Works. in four volumes）
- 1972年出版：《布爾數學教育選集》

## 家族人物
- 伯父：喬治·埃佛勒斯，皇家學會地理學家
- 配偶：乔治·布尔，科克大学數學家
- 長女：瑪麗·艾倫（Mary Ellen），查理斯·霍華·辛頓之妻
- 二女：瑪格麗特·布爾（Margaret Boole），傑弗里·泰勒之母
- 三女：艾麗西亞·布爾·斯托特，格罗宁根大学數學榮譽博士
- 四女：露西·埃佛勒斯·布爾，皇家化學研究院首位女院士
- 么女：艾捷尔·丽莲·伏尼契，小說家
- 么女婿：威尔弗里德·迈克尔·伏尼契，古玩收藏家（英语：Antiquarian）
- 玄孫輩：卡玛，紀錄片製作人